# XM30 Mechanized Infantry Combat Vehicle
XM30 Mechanized Infantry Combat Vehicle (MICV) je perspektivní americké pásové bojové vozidlo pěchoty, které má ve službě nahradit bojová vozidla pěchoty M2 Bradley a průzkumná vozidla M3 Bradley. Tento program původně nesl označení Optionally Manned Fighting Vehicle (OMFV). Je součástí širšího programu Next Generation Combat Vehicle (NGCV). Celkem americká armáda plánuje nahradit až 4000 vozidel Bradley.

## Vývoj

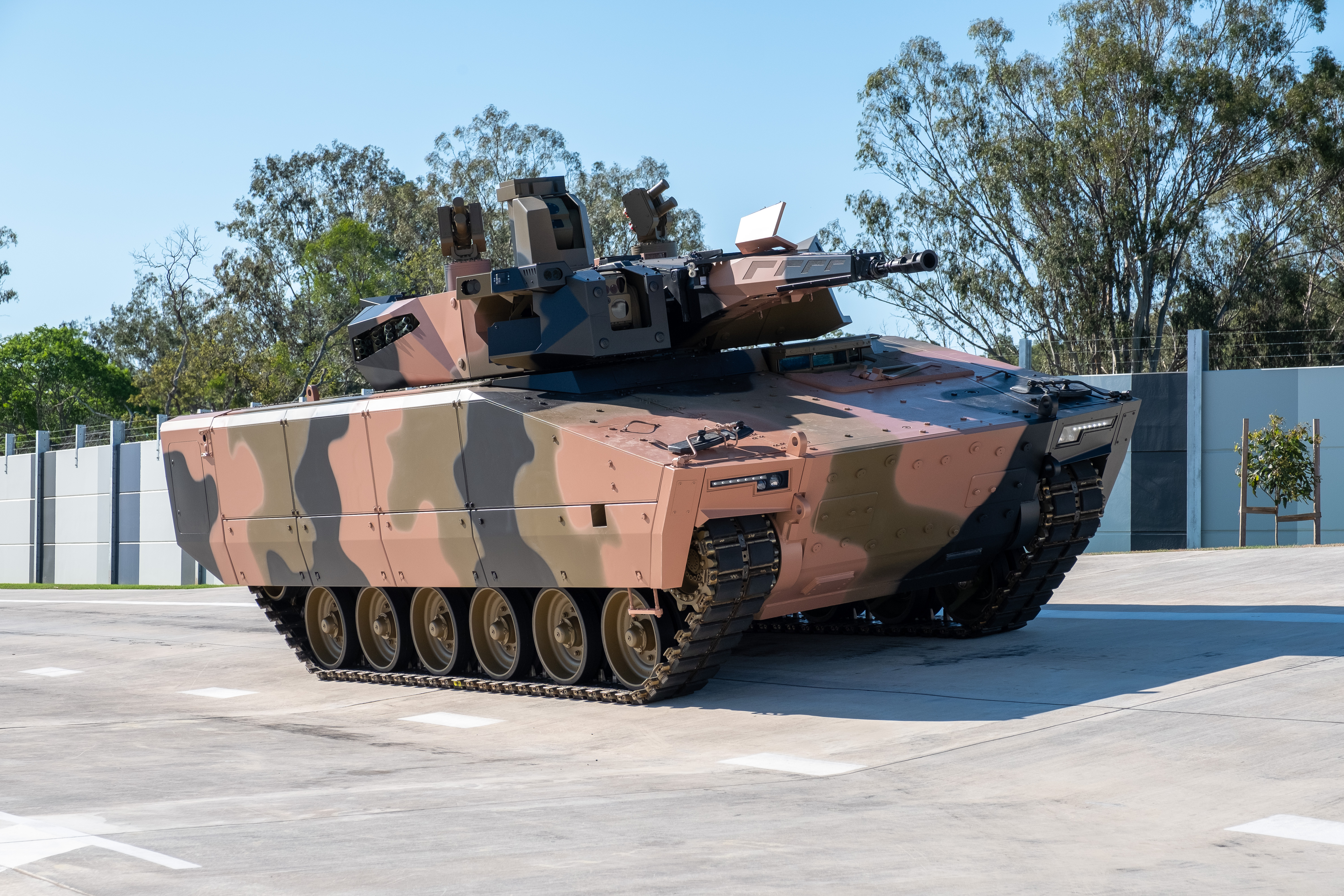
Společnost Rheinmetall nabízí derivát svého obrněného vozidla KF41 Lynx

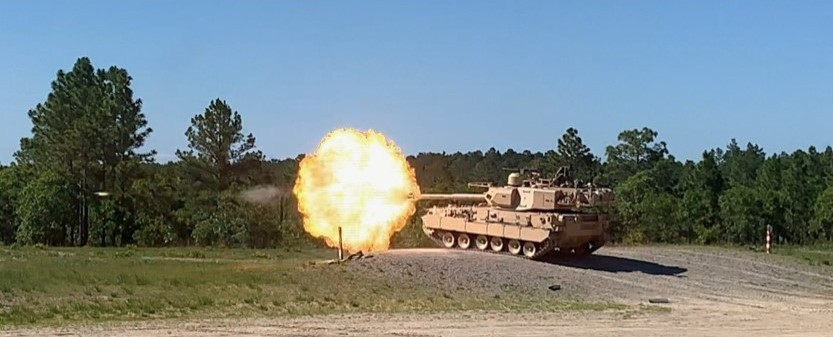
Společnost General Dynamics Land Systems nabízí derivát demonstrátoru Griffin II

Náhradu za bojové vozidlo pěchoty M2 Bradley americká armáda hledá již delší dobu. Důvodem je nedostatečný modernizační potencál M2, které je ve službě od roku 1981. Jeho modernizace omezuje nosnost podvozku, nebo omezený vnitřní prostor a jeho uspořádání. Od roku 2003 byla náhrada za M2 Bradley, ale zároveň i tanky M1 Abrams a houfnice M109 Paladin, hledána v rámci ambiciózního programu Future Combat Systems (FCS). Roku 2009 byl program zrušen kvůli rozpočtovým škrtům. Pouze práce na bojovém vozidle pěchoty pokračovaly pod označením Ground Combat Vehicle (GCV), ale i tento program byl roku 2014 zrušen. Programy FCS a GCV doplatily na přílišnou snahu o novátorská technologická řešení, která však byla složitá a nákladná na vývoj i sériovou výrobu. Proto byl roku 2018 spuštěn méně ambiciozní program  (NGCV), neznažící se vše vyvinout od začátku a mnohem více využivá již existujících vyzrálých technologií. NGCV zastřešuje vývoj hned několika různých bojových systémů. Mezi jeho části patří obrněné transportéry Armored Multi-Purpose Vehicle (AMPV), vozidla palebné podpory M10 Booker, či bojová vozidla pěchoty Optionally Manned Fighting Vehicle (OMFV), budoucí M30.
V programu OMFV soutěžilo pět výrobců: Point Blank Enterprises, Oshkosh Defense (derivát jihokorejského AS21 Redback), BAE Systems (derivát AMPV), General Dynamics Land Systems (GDLS, derivát demonstrátoru Griffin III na platformě ASCOD) a Rheinmetall North America (derivát KF41 Lynx). V roce 2020 byly GDLS a Rheinmetall vybrány, aby postavily prototypy, následně však Pentagon odmítl nabídky obou společností. Později byly všem pěti soutěžícím přiděleny prostředky na tvorbu digitálních prototypů, na jejichž základě byly vybrány navrhy vhodné pro stavbu fyzických prototypů.
V červnu 2023 americká armáda přidělila vozidlu označení XM30 Mechanized Infantry Combat Vehicle (MICV). Zároveň výrobcům GDLS a Rheinmetall přidělila 1,6 miliardy dolarů na výrobu prototypů pro zkoušky. Rheinmetall soutěží s derivátem bojového vozidla pěchoty KF41 Lynx a GDLS s derivátem demonstrátoru Griffin III. Zajímavostí je, že z Griffinu vychází i perspektivní vozidlo palebné podpory M10 Booker. Stavba prototypů má začít roku 2025 a vítěz má být vybrán roku 2027. Zahájení plné sériové výroby M30 je plánováno na rok 2031.

## Konstrukce
Americká armáda požaduje vozidlo s dvoučlennou posádkou, schoné přepravovat šestičlenný výsadek. Vyzbrojeno bude 50mm automatickým kanonem XM913 a protitankovými řízenými střelami v bezposádkovém bojovém modulu. Ponese systém aktivní ochrany. Podvozek bude mít hydropneumatické odpružení. Pohánět jej bude hybridní diesel-elektrický pohon s motorem Cummins ACE (Advanced Combat Engine) a elektromotorem. Zásadním požadavkem je otevřená architektura dle standardů Modular Open Systems Approach (MOSA).